# Katedra św. Szczepana w Metzu

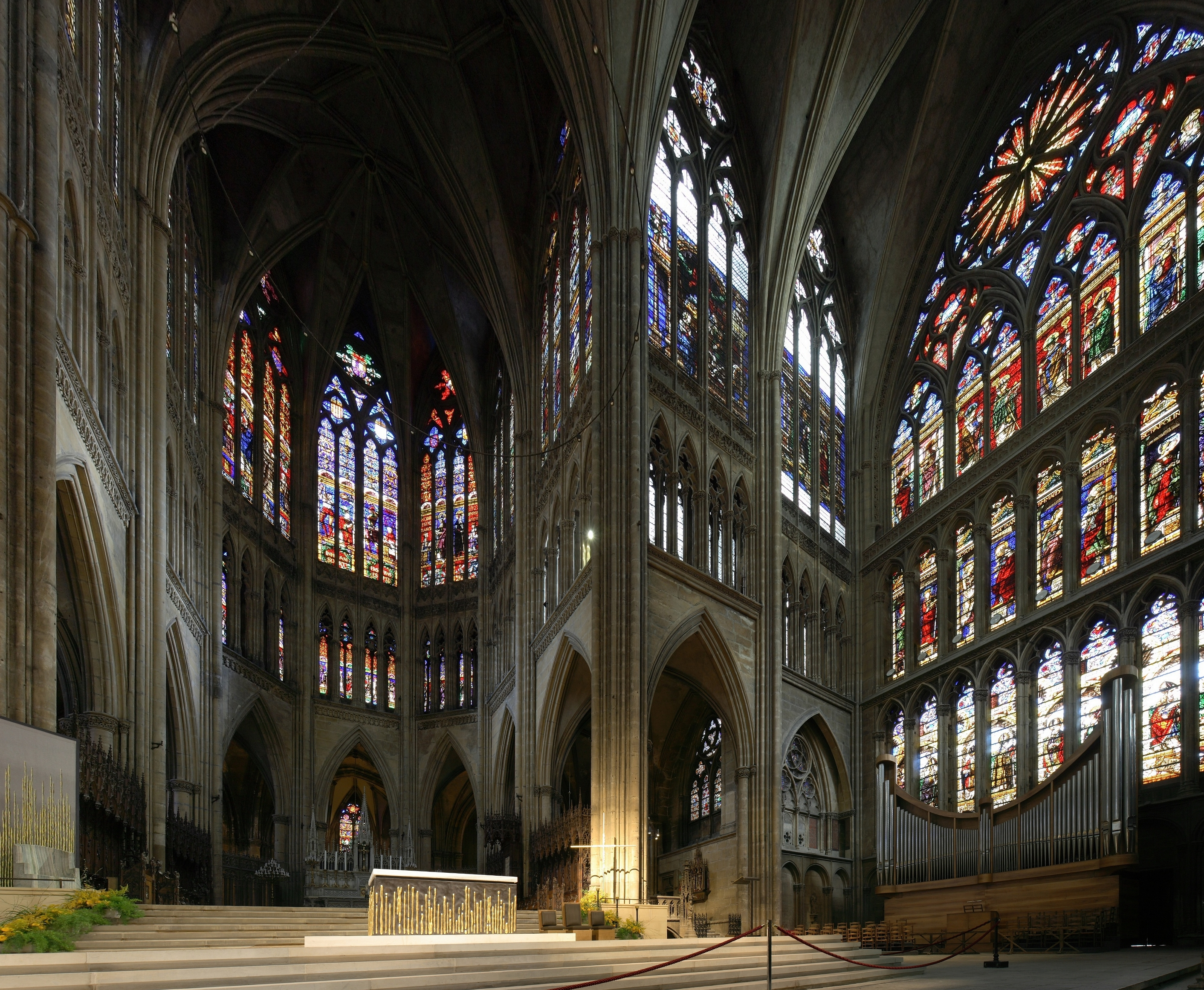
Witraże w katedrze w Metzu

Katedra św. Szczepana w Metzu (fr. Cathédrale Saint-Étienne de Metz) – katedra w Metzu, w departamencie Moselle, we Francji, jest siedzibą biskupa Metzu. Powstała w XIV wieku przez połączenie dwóch kościołów: nowszy, zbudowany w XIII wieku, został połączony od północnej strony ze starszym kościołem romańskim. Znajduje się  w sercu miasta, na Place d'Armes, gdzie stanowi główny punkt „centre ville”. 
W XV wieku, dodano transept i chór. 
W latach 1898–1903 władze niemieckie dokonały częściowej regotyzacji zachodniej fasady katedry, niszcząc wcześniejsze elementy klasycystyczne z XVIII w.
Nawa katedry jest trzecią najwyższą nawą we Francji, ma 41,41 metrów wysokości i ustępuje tylko katedrom w Beauvais (48,5 m) i w Amiens (42,3 m).